# Sandra Nanna Spohr
Sandra Nanna Spohr (født 1987) fra Allerød, var den danske deltager ved Miss World-konkurrencen 30. september 2006 i den polske hovedstad Warszawa.
Sandra Nanna Spohr blev færdig uddannet på BEC i København Juni 2009 (Designteknolog med speciale i produktion)

## Ekstern kilde/henvisning
- Profil på Miss World

|  | Artiklen om Sandra Nanna Spohr kan blive bedre, hvis der indsættes et (bedre) billede Du kan hjælpe ved at afsøge Wikimedia Commons for et passende billede eller uploade et godt billede til Wikimedia Commons iht. de tilladte licenser og indsætte det i artiklen. |